# Ross Creek Waterfall
Der Ross Creek Waterfall (auch School Creek Waterfall) ist ein Wasserfall im Stadtgebiet von Dunedin auf der Südinsel Neuseelands. Er liegt im Lauf des Ross Creek unterhalb des Ross Creek Reservoir, eines Speichersees im Stadtteil Woodhough.
Vom kleinen Parkplatz an der Cannington Road führt ein beschilderter Wanderweg in rund 10 Minuten zum Wasserfall.